# Blurred Lines (음반)
| 전문가 평가          | 전문가 평가 |
| 평가 점수            | 평가 점수   |
| 출처                 | 점수        |
| -------------------- | ----------- |
| AllMusic             | [ 1 ]       |
| The A.V. Club        | B+          |
| Chicago Tribune      | [ 3 ]       |
| Entertainment Weekly | C+          |
| The Guardian         | [ 5 ]       |
| The Independent      | [ 6 ]       |
| Los Angeles Times    | [ 7 ]       |
| Rolling Stone        | [ 8 ]       |
| Slant Magazine       | [ 9 ]       |
| Spin                 | 8/10        |

《Blurred Lines》는 미국의 싱어송라이터 로빈 시크의 여섯 번째 스튜디오 음반이다. 2013년 7월 12일 독일에서 처음 발매되었으며 2013년 7월 30일 미국에서 스타 트랙 엔터테인먼트와 인터스코프 레코드를 통해 발매되었다. 이 음반은 T.I., 퍼렐 윌리엄스, 켄드릭 라마, 2 체인즈의 게스트 출연을 특징으로 한다. 윌 아이 앰은 또한 곡 〈Give It 2 U〉에 게스트 라이터로 참여하고, 〈Feel Good〉와 〈Go Stupid 4 U〉의 프로듀서로도 활동하고 있다.
이 음반은 미국과 영국 음반 차트에서 모두 1위로 데뷔했다. 이 음반은 제56회 그래미 어워드 최우수 팝 보컬 앨범 후보에 올랐다.

## 배경
시크는 브렉퍼스트 클럽과의 인터뷰에서 음반의 컨셉에 대해 "음반의 제목은 《Blurred Lines》입니다. 저는 나이가 들면서 우리 모두가 흑인이든 백인이든, 혹은 직선적인 길에 살고 있다고 생각한다는 것을 깨달았습니다. 하지만 우리 대부분은 그 직선들 사이에서 살고 있습니다. 그리고 당신이 안다고 생각했던 모든 것들이, 당신이 나이가 들수록, 당신은 깨울 겁니다, '젠장, 난 이것에 대해 아무것도 몰라요. 저는 집중해야 합니다. 듣고 계속 배우는 것이 좋을 것입니다.' 그래서 지난 몇 년 동안 제가 깨달은 것이 바로 그것이라고 생각합니다."

## 싱글
이 음반의 리드 싱글은 2013년 3월 26일 발매된 타이틀곡 〈Blurred Lines〉이다. 그것은 2013년 4월 16일 미국 리듬 라디오와 2013년 5월 21일 톱 40/메인스트림 라디오에 공식적으로 영향을 미쳤다. 이 비디오는 2013년 3월 20일에 공개되었으며 Vevo에서 공개된 지 며칠 만에 100만 건 이상의 조회수를 기록했다. 시크는 동영상 촬영 전 부인 폴라 패튼의 허락을 받았다고 말했다. 이 싱글은 지금까지 빌보드 R&B/힙합 송 차트에서 1위를 차지했을 뿐만 아니라, 빌보드 R&B 송 차트에서 1위를 차지했다. 이 곡은 또한 시크의 미국 빌보드 핫 100에서 가장 성공적인 곡이 되었고, 1위에 오른 첫 번째 곡이다. 이 노래는 호주, 캐나다, 뉴질랜드, 아일랜드, 네덜란드, 영국, 미국에서 1위를 차지했고 벨기에, 덴마크, 리투아니아, 프랑스, 아이슬란드, 이탈리아, 포르투갈, 스위스에서도 10위 안에 들었다.

## 상업적 성과
이 음반은 빌보드 200 차트에서 1위로 데뷔했으며, 미국에서 첫 주 177,000장의 판매고를 올렸다. 이 음반은 두 번째 주에 65,000장이 팔려 3위에 올랐다. 발매 3주 만에 4위에 오르며 48,000장의 판매고를 올렸다. 발매 4주만에 46,000장이 팔려 6위로 떨어졌다. 발매 5주 만에 5만 5천장이 팔려 5위로 올라섰다. 《Blurred Lines》는 7위에 올랐고 6주만에 57,000장이 팔렸다. 2014년 5월 15일 기준으로 이 음반은 미국에서 731,000장이 팔렸다.

## 곡 목록
| #            | 제목                                            | 작사·작곡                                                                               | 프로듀서               | 재생 시간 |
| ------------ | ----------------------------------------------- | --------------------------------------------------------------------------------------- | ---------------------- | --------- |
| 1.           | 〈Blurred Lines〉 (featuring T.I. and Pharrell) | Robin Thicke Pharrell Williams Clifford Harris, Jr. Marvin Gaye                         | Pharrell               | 4:23      |
| 2.           | 〈Take It Easy on Me〉                          | Timothy Mosley Thicke Jerome "J-Roc" Harmon Jacob Luttrell Timothy Clayton Chris Godbey | Timbaland Harmon (co.) | 3:47      |
| 3.           | 〈Ooo La La〉                                   | Thicke Joe Augello                                                                      | Thicke ProJay          | 4:38      |
| 4.           | 〈Ain't No Hat 4 That〉                         | Thicke Augello Alan Thicke                                                              | Thicke ProJay          | 3:20      |
| 5.           | 〈Get in My Way〉                               | Thicke ProJay Max                                                                       | Thicke ProJay          | 3:11      |
| 6.           | 〈Give It 2 U〉 (featuring Kendrick Lamar)      | Thicke Kendrick Duckworth William Adams Lukasz Gottwald Henry Walter                    | Dr. Luke Cirkut        | 3:49      |
| 7.           | 〈Feel Good〉                                   | Thicke Adams                                                                            | will.i.am              | 3:28      |
| 8.           | 〈Go Stupid 4 U〉 (included on later pressings) | Thicke Adams Edward Fletcher Clifton Chase Sylvia Robinson Melvin Glover Jorge Silva    | will.i.am              | 4:29      |
| 9.           | 〈4 the Rest of My Life〉                       | Thicke ProJay                                                                           | Thicke ProJay          | 4:55      |
| 10.          | 〈Top of the World〉                            | Thicke ProJay                                                                           | Thicke ProJay          | 3:22      |
| 11.          | 〈The Good Life〉                               | Thicke                                                                                  | Thicke ProJay          |           |
| 총 재생 시간 | 총 재생 시간                                    | 총 재생 시간                                                                            | 총 재생 시간           | 42:34     |

## 인증
| 국가                                                  | 인증     | 판매량/출하량 |
| ----------------------------------------------------- | -------- | ------------- |
| 오스트리아 (IFPI 오스트리아)                          | 플래티넘 | 15,000*       |
| 캐나다 (뮤직 캐나다)                                  | 골드     | 40,000^       |
| 프랑스 (SNEP)                                         | 골드     | 50,000*       |
| 멕시코 (AMPROFON)                                     | 골드     | 30,000^       |
| 폴란드 (ZPAV)                                         | 골드     | 10,000*       |
| 스위스 (IFPI 스위스)                                  | 골드     | 10,000^       |
| 영국 (BPI)                                            | 실버     | 60,000^       |
| *판매량을 기반으로 한 인증 ^출하량을 기반으로 한 인증 |          |               |